# Carles Bril
Carles Bril fou un organista i compositor que va romandre a la Col·legiata de Santa Anna a Terrassa.

## Obres conservades
Avui en dia, es conserven molt poques obres de Bril. Entre les més importants o, més reconegudes, trobem; un esborrany que conté els vuit tons sobre els Cantichs del Magnificat y Benedictus à 8 veus i el Psalm Laudate Pueri ab Orquesta.
Altres obres del compositor:
- Misa, 8V, vn, ob, tp, ac, 1786, E:MO.
- Magnificat, 4V, vn, ob, tp, ac, 1787, E:MO.